# 尤金 (密蘇里州)
尤金（英語：Eugene）是位於美國密蘇里州科爾縣的普查規定居民點。

## 歷史
尤金的郵局自1904年營運至今。

## 人口
根據2020年美國人口普查的數據，尤金的面積為0.87平方千米，皆為陸地。當地共有人口140人，而人口密度為每平方千米160.92人。